# A követ és a fáraó

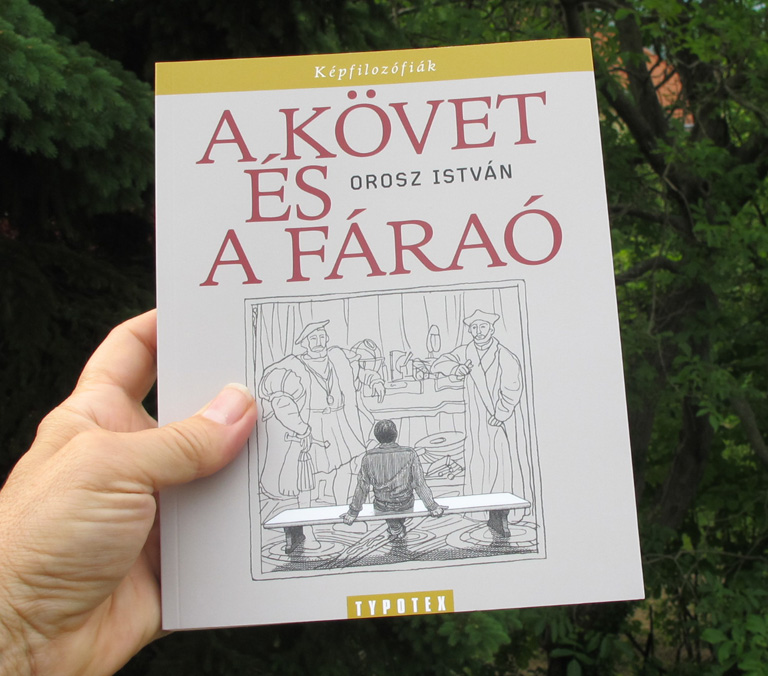

A követ és a fáraó Orosz István könyve. Hans Holbein egyik főművével, a londoni National Galleryben található Követek (1533) című képpel, és párjával, a vele valaha egy teremben függő, ma New Yorkban, a Metropolitan Múzeumban található Holbein-hamisítvánnyal, a Mózes és Áron a fáraó előtt (1537) című festménnyel foglalkozik. A történelmi tényeket és kultúrtörténeti hipotéziseket, művészetfilozófiai és technikai eszmefuttatásokat, személyes naplórészleteket, versbetéteket, regényes elemeket, sőt meglepő, krimibe is illő fordulatokat egyaránt felvonultató, szokatlan műfajú könyvet a szerző maga illusztrálta.

## Tartalom
A könyv részletesen bemutatja a két festmény egykori tulajdonosának, Jean de Dinteville Londonba delegált francia követnek és követtársának, Georges de Selve püspöknek különös, „meleg” barátságát. Nyomon követhetjük a VIII. Henrik udvarába került német festő, Hans Holbein pályáját és kapcsolatát angliai patrónusával, az épp kegyvesztetté váló lordkancellárral, Morus Tamással. Megtudjuk továbbá, hogy mi köze van nagypéntek napjának a Követekhez, hogy a képen elrejtett titkos (anamorfikus) ábra hogyan változhat át egy koponya képévé, hogy miféle kapcsolat van a festmény jelképes tárgyai és Dante Isteni színjátéka közt, hogy miért kellene elcsapni a National Gallery restaurátorait és kiállításrendezőit, hogy kik és miért fűrészelték ketté a Követeket, és aztán miért ragasztották újra össze, hogy a mohácsi csatavesztés hogyan hozható összefüggésbe a festmény szereplőivel, hogy miért dühödött meg I. Ferenc király a Dinteville-családra, hogy mennyit kóstált a francia udvarban egy Leonardo da Vinci-kézirat, és hogy miért van ott Holbein aláírása a Mózes és Áron a fáraó előtt című festményen, sőt miért van ott az „önarcképe” is a zsidókat méregető egyiptomiak közt, ha nem is ő festette a képet.
Mivel Orosz István eredetileg képzőművész, sőt, a Holbein által alkalmazott perspektíva-innováció, az anamorfózis mai szakértőjének számít, ezért geometriai, illetve festészettechnikai műhelytitkokra is lehet számítani.
Orosz István A követ és a fáraó című könyve a Typotex Kiadó Képfilozófiák című sorozatában jelent meg 2011-ben. Ugyanebben a sorozatban jelent meg a szerző Válogatott sejtések című kötete is 2013-ban.